# Noordse cirkelschelp
De noordse cirkelschelp (Lucinoma borealis) is een tweekleppigensoort uit de familie Lucinidae. De wetenschappelijke naam werd in 1758, als Venus borealis, gepubliceerd door Carl Linnaeus in de tiende editie van Systema naturae.

## Beschrijving
De noordse cirkelschelp is een tweekleppig schelpdier met een vrij stevige, bijna cirkelronde schelp die tot 35 mm groot kan worden. Het is iets breder dan hoog; de lengte-hoogteverhouding is ongeveer 1,1. De bovenrand is recht, de top steekt daar bovenuit. De schelp is grijswit van kleur met een bruingele opperhuid en heeft fijne concentrische richels.  Voorste sluitspier aan binnenzijde van de schelp is groter en langwerpiger dan de achterste sluitspier.

## Verspreiding en leefgebied
Het verspreidingsgebied van de noordse cirkelschelp loopt vanaf Noorwegen en de Oostzee tot aan Marokko en Mauritanië. Komt ook voor in de Middellandse Zee, bij de Azoren en Kaapverdië. In de Noordzee vooral in de diepere delen ervan. De dieren leven ingegraven in fijne of grove zandige of modderige, vaak kalkrijke bodems, vanaf het sublitoraal tot diepten van enkele tientallen meters.
Op het strand van de Nederlandse Waddeneilanden spoelt vooral oud, fossiel materiaal aan.